# 红萼崖豆
红萼崖豆（学名：Millettia erythrocalyx）是豆科崖豆藤属的植物。分布于柬埔寨、老挝以及中国大陆的云南等地，常生长在杂木林中，目前尚未由人工引种栽培。